# Janis Martin
Janis Martin (Sacramento, California, 16 de agosto de 1939-San Antonio, Texas, 14 de diciembre de 2014) fue una soprano dramática estadounidense especializada en Richard Wagner.

## Biografía
Hija de un productor radial, estudió en la California State University y en la University of California, Berkeley. En 1960 debutó en la San Francisco Opera como Theresa en La sonnambula continuando con esa compañía hasta 1969 en roles secundarios. En 1970 regresó como Tosca y en 1990 fue Brünnhilde en Die Walküre, Siegfried y Götterdämmerung.
En 1962 debutó en la New York City Opera y el 19 de diciembre de 1962 en el Metropolitan Opera como Flora Bervoix en La traviata junto a Anna Moffo. Entre 1962 y 1997, cantó 147 funciones en el Met como soprano y mezzosoprano destacándose como Kundry en Parsifal, Marie en Wozzeck, Senta en Der Fliegende Holländer, Tosca y su última actuación como Brünnhilde en Die Walküre con Plácido Domingo y Deborah Voigt.
Martin vivió en Alemania y se formó en el teatro de Núremberg donde residió. Luego cantó en la Deutsche Oper Berlin entre 1971 y 1988 en el Festival de Bayreuth de 1968 a 1997 en Die Meistersinger von Nürnberg; Fricka, Sieglinde, Brünnhilde, Gutrune y Kundry (Parsifal). En La Scala cantó Venus (Tannhäuser), Marie (Wozzeck) y La Mujer (Erwartung), en Viena fue Isolde (1981) y Kundry en Zürich (1981) y otros teatros europeos.
Se retiró en el año 2000 residiendo en Nevada County, California donde se dedicó a la enseñanza.
Estuvo casada con el director alemán Gerhard Helwig, padre de su hijo Robert. 

## Grabaciones
- Arnold Schoenberg: Erwartung – Janis Martin; BBC Symphony Orchestra; Pierre Boulez (1977).
- Richard Wagner: Rienzi - René Kollo, Siv Wennberg, Janis Martin, Theo Adam; Dresden Staatskapelle; Heinrich Hollreiser (1975).
- Richard Wagner: Der Fliegende Holländer – Norman Bailey, Janis Martin, René Kollo, Martti Talvela, Chicago Symphony Orchestra & Chorus; Georg Solti(1976).